# 修海涛
修海涛（Haitao Xiu，1957年8月2日—2021年8月23日），笔名齊墨，德国中文报人，中德双语专栏作家，文化名人。

## 生平
1957年，修海涛出生于山东省青岛市即墨区。1970年代末高考恢復之後，修海涛1977年考进山东大学历史系，一年后考取同校世界中世纪史专业研究生。1981年底获硕士学位后到北京工作，先后担任中央广播电视大学文科教材编辑室主任、中共中央党校讲师。1987年初留学德国，攻读历史学博士学位（中断）。1989年发生天安门事件后，他便和其他当时滞留德国的中国留学生和访问学者一起留在德国，获得德国长期居留权和德国国籍。
修海涛在1994年底在北威州明斯特市附近的迪爾門开了中国餐馆“大唐饭店”；1996年底在此地创刊《華商報》，任社长和主编，至2021年6月30日退休，这是一份政治中立的半月刊。2021年7月1日，Goldenway GmbH接管华商报，曹晴任主编。
《华商报》以广告为收入来源的报纸已在德语区华人和中国商人中间占有一席之地：它发行量2万份，在机场和火车站出售，并在华人社区免费发放。  在2005-2008年其间还出版了11期中德双语杂志《Nihao Europa》（《你好，欧洲》）。
修海涛在海外曾擔任《莱茵通信》編輯和民主中國陣線主席。2012年，修海涛發表回憶錄《我的民運路：行到水盡處，坐看雲起時》，书中记录了1983年开始的当代中国海外民运，见证了海外民运走向衰落的原因，展示了民运人士的心路。
《华商报》在2021年8月25日发布讣告：修海涛因病经过近一年治疗不愈，于2021年8月23日晚不幸离世；遵其遗愿，后事从简。

## 著作
- 《世界近代史纲要》（与杨云等一起编写的中国共产党党校系统教材，中共中央党校出版社，1987年3月）
- 《愿将爱国心，换取自由魂》1989年《莱茵通信》连载
- 《历史不会忘记》（出版：World University Service Deutsches Komitee e.V.，1990年5月，ISBN 3-922845-14-2）
- 《新权威主义：对中国大陆未来命运的论争》（唐山出版社，1991年10月初版1刷）
- 《大陆当代文化名人评传》 与德国汉学家马汉茂（Helmut Martin）一同主编（正中书局，1995年，ISBN 957-09-0972-2） [5]
- 《我的民運路：行到水盡處，坐看雲起時》，裕恆出版（香港）有限公司，2012年
- 译著：《现代政治思想的基础》 (Quentin Skinner: The Foundations of Modern Political Thought)（原著是英国的昆廷·斯金纳，1989年5月求实出版社出版发行，ISBN 7-80033-086-9）